# Cambridge University Ice Hockey Club
Le Cambridge University Ice Hockey Club est le club de hockey sur glace de l'université de Cambridge.

## Histoire
Alors que l'équipe revendique une histoire remontant à 1885, le premier document de son existence remonte au 16 mars 1900, lorsqu'elle joue contre l'Oxford University Ice Hockey Club le premier Ice Hockey Varsity Match (en) au Prince's Skating Club (en) à Londres, perdant 7 à 6. Ce match est joué, sur l'insistance d'Oxford, avec des crosses de bandy et une balle de crosse. Le capitaine est J. J. Cawthra, plus tard joueur international britannique. Le lendemain, les deux clubs universitaires s'unissent pour jouer contre le Princes Ice Hockey Club.
Cambridge dispute un deuxième match universitaire à Princes en 1901, remportant cette fois-ci 6 à 5. En 1903, elle entre dans la première ligue de hockey sur glace en Europe, mais se classe au dernier rang des cinq équipes en compétition.
L’équipe commence à jouer dans des tournées européennes, à populariser le sport et, de 1909 à 1913 et à partir de 1920, à disputer un match universitaire annuel. À partir de 1932, elle joue ses matchs en Angleterre et, bien qu'elle ne puisse pas rivaliser avec les meilleures équipes professionnelles, elle est soutenue par plus de 10 000 supporters.
En 1931, le club fait partie de la Ligue anglaise, mais lors de la dissolution de la Ligue en 1936, Cambridge ne va pas comme la plupart des autres équipes dans l'English National League et préfère en 1938 la London and Provincial League d'un niveau moindre. Dans les années 1970, il joue deux saisons dans la Ligue du Sud. Il rejoint ensuite l'Inter-City League (en) et joue finalement dans la saison inaugurale de la British Hockey League.
Cambridge intègre la British Universities Ice Hockey Association (en) fondée en 2003. Le club investit dans une patinoire permanente.

## Palmarès
- Championnat d'Angleterre
  - Champion : 1902, 1930

- Coupe Spengler
  - Finaliste : 1928